# Sturzstrom

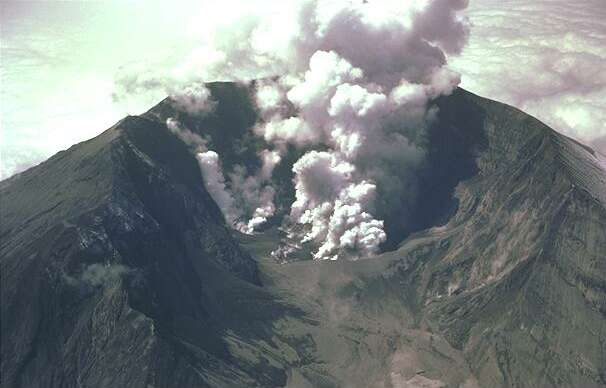
La frana del Monte Sant'Elena era uno sturzstrom. La frana ebbe luogo sul versante nord e creò lo spazio vuoto simile a una valle che si vede qui.

Uno sturzstrom (tedesco: "corrente a caduta"), a volte chiamato anche valanga di roccia, è un tipo particolare di frana che consiste di terreno e roccia ed è dotata di un grande movimento orizzontale rispetto alla caduta verticale iniziale – 20 o 30 volte la distanza verticale. Per contrasto una frana normale percorrerà una distanza orizzontale che è meno di due volte la distanza lungo la quale è caduto il materiale. Gli sturzstrom rientrano quindi nei flussi o frane per colamento, secondo la classificazione di Varnes e Cruden, e hanno somiglianze con i flussi dei ghiacciai, delle colate detritiche e delle colate di lava. Gli sturzstrom colano abbastanza facilmente attraverso la terra e la loro mobilità aumenta all'aumentare del volume. Sono stati trovati su altri corpi del sistema solare, inclusi la Luna, Marte, Venere, Io, Callisto, Giapeto, e Fobos.

## Movimento

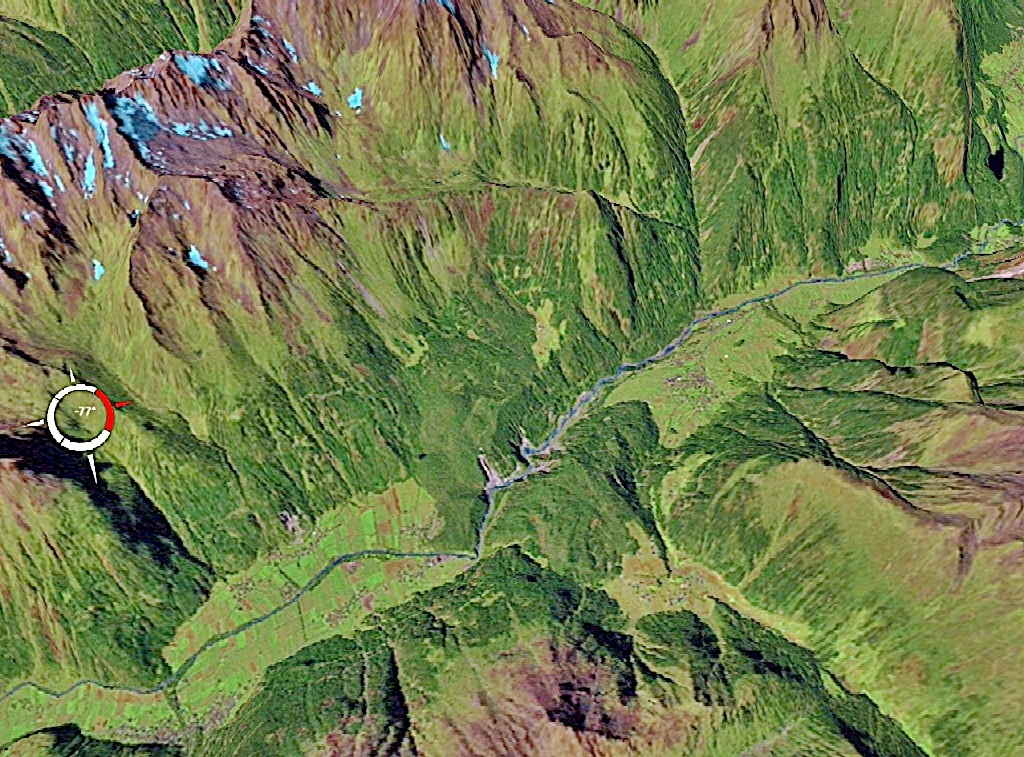
Un'immagine satellitare della frana di Köfels che mostra i detriti che colavano nella valle di Ötztal. Si stima che intorno a 3 km³ di materiale furono spostati durante questa frana circa 9.800 ± 100 anni fa.

Uno sturzstrom è causato da un innesco, come forti piogge, terremoti o vulcani. Si muove rapidamente, ma non richiede necessariamente che sia presente acqua al suo interno per muoversi. Perciò, non c'è una spiegazione definita per questo fenomeno. Una teoria, la fluidizzazione acustica, ipotizza che le vibrazioni causate dal suono della frana riducano l'attrito complessivo presente nella frana stessa e le consentano di viaggiare per distanze molto maggiori. Un'altra teoria implica le sacche d'aria che si formano sotto la frana e che forniscono un cuscino su cui la frana galleggia per generare le sue distanze finali, sebbene il merito di questa teoria sia stato messo in discussione dalla presenza di sturzstrom nel vuoto come sulla Luna e su Fobos.
L'osservazione delle frane su Giapeto suggerisce che i minuscoli punti di contatto tra i frammenti dei detriti di ghiaccio possono riscaldarli considerevolmente, causandone la fusione e formando una massa di materiale più fluida – e quindi meno limitata dall'attrito.

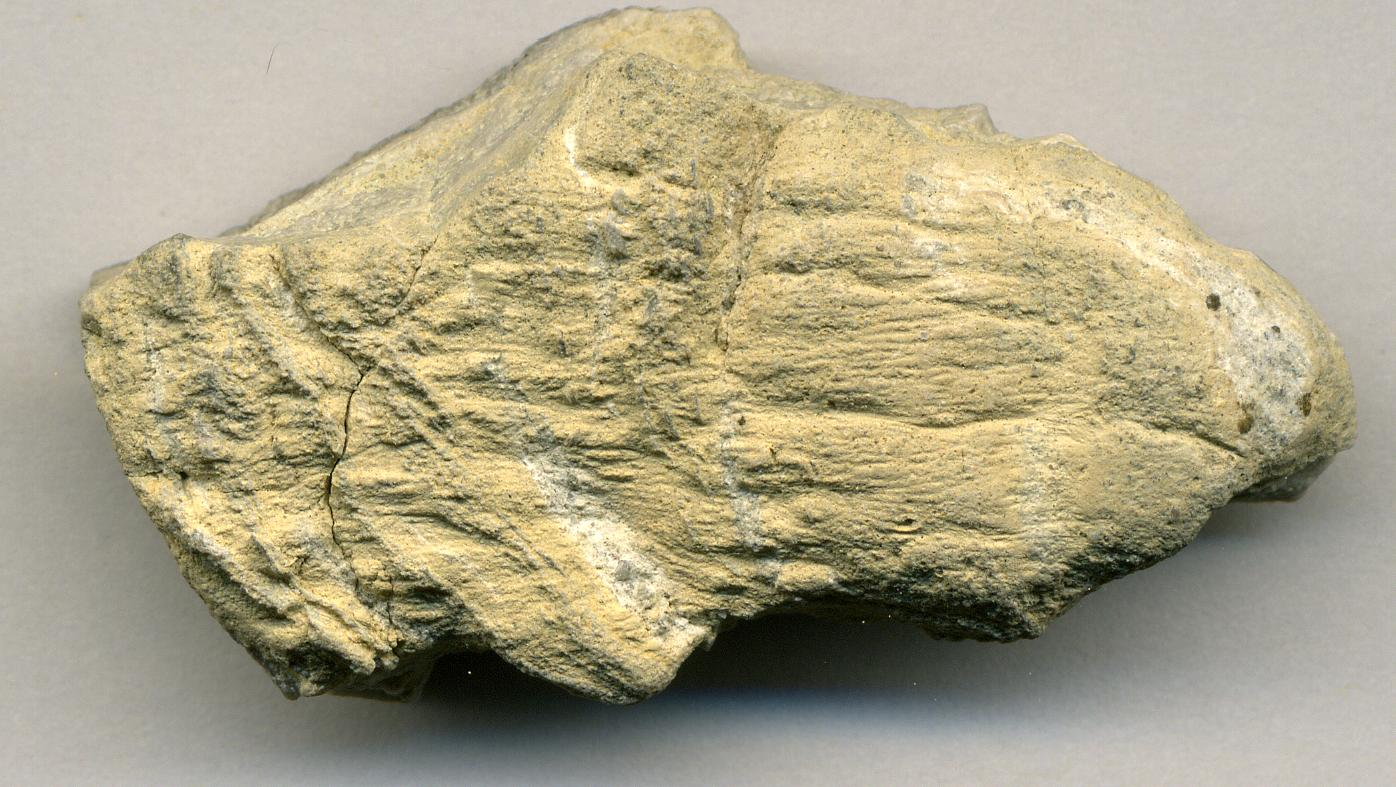
Köfelsite (impattite o frizionite), Struttura di Köfels, Austria. L'esempio è largo 4,1 cm.

La quantità di energia in uno sturzstrom è molto più alta di quella in una tipica frana. Una volta in movimento, può viaggiare su quasi qualsiasi terreno e coprirà più distanza in orizzontale che in pendenza verso il basso. Il suo momento può perfino portarla su per piccole colline. Nella frana di Köfels, che colò nella valle di Ötztal in Tirolo, Austria, depositi di rocce fuse, chiamati "frizioniti" o "ialomiloniti", furono trovati fra i detriti. Si è ipotizzato che questi depositi fossero di origine vulcanica o il risultato dell'impatto di un meteorite, ma l'ipotesi prevalente è che siano dovuti alla grande quantità di attrito interno. L'attrito tra rocce statiche e mobili può creare abbastanza calore da fondere le rocce per formare la frizionite (ialomilonite).